# Сторроч Крік
Сторроч Крік (англ. Storroch Creek) — річка в окрузі Коросаль (Беліз). Довжина до 11 км. Свої води несе до Ріо-Ондо (Río Hondo).
Протікає територією округу Коросаль, поруч поселень: Чан Чен (Chan Chen) та Санта-Елена (Santa Elena);. Річище неглибоке з невисокими берегами, в'ється поміж кількох тропічних озер-боліт, при впадінні до Ріо-Ондо утворює просте гирло..